# Ethoris dahmsi
Ethoris dahmsi är en stekelart som beskrevs av John S. Noyes och Hayat 1984. Ethoris dahmsi ingår i släktet Ethoris och familjen sköldlussteklar. Inga underarter finns listade i Catalogue of Life.